# Upoznajte Fockerove
Upoznajte Fockerove (eng. Meet the Fockers) je američka komedija iz 2004. godine, koja predstavlja nastavak filma Upoznajte roditelje. Kao i u prijašnjem filmu, glavne uloge tumače Ben Stiller i Robert De Niro a režiju radi Jay Roach (koji se proslavio filmovima Austin Powers). Međutim, osim dvojice prethodno spomenutih glumaca, u filmu još glume i Dustin Hoffman, Barbra Streisand, Teri Polo, Blythe Danner i Owen Wilson. Nastavak serijala filmova, tj. treći nastavak, je najavljen za 2008. godinu. Treći nastavak ovog filmskog serijala najavljen je pod naslovom Mali Fockeri.

## Radnja
Nakon što je dobio dopuštenje da se oženi kćerkom umirovljenog CIA-nog agenta, Gaylord "Greg" Focker, njegova zaručnica Pam i njeni roditelji putuju u Miami, na Floridu, kako bi se upoznali s Gregovim vrlo liberalnim roditeljima, po imenu Roz i Bernie Focker. Roz je seksualni terapeut za starije osobe, dok je Bernie odvjetnik koji se povukao u mirovinu, kako bi kod kuće mogao odgajati Grega. S druge strane, Pamini roditelji, Jack i Dina, su tradicionalno konzervativni. Upravo te suprotnosti roditelja i njihovih stavova su stvari iz kojih proizlazi većina komičnih situacija i zapleta u filmu. Ovaj film prikazuje evoluciju odnosa između Jacka i njegove obitelji. U prethodnom filmu, Upoznajte roditelje, kao i u ovome, Jack konstantno kontrolira svoju obitelj, no ovaj puta (u ovom filmu) on prelazi sve granice sa svojom sumnjičavom prirodom i tajnim operacijama, kojima želi otkriti navodnu Gregovu mračnu tajnu iz prošlosti.  

## Glavne uloge
- Robert De Niro kao Jack Byrnes
- Ben Stiller kao Gaylord "Greg" Focker
- Dustin Hoffman kao Bernie Focker
- Barbra Streisand kao Rosalind Focker
- Blythe Danner kao  	Dina Byrnes
- Teri Polo kao Pam Byrnes
- Owen Wilson kao Kevin Rawley
- Barbra Streisand kao Rosalind Focker

## Nagrade i nominacije
Film je osvojio dvije nagrade: ASCAP Award:Top Box Office Films-Randy Newman; MTV Movie Award: najbolja komična izvedba-Dustin Hoffman, te je uz to još bio nominiran za pet drugih: Artios: najbolja izabrana glumačka ekipa u igranom filmu-komedija (Francine Maisler); Teen Choice Award: odabrani filmski glumac-komedija (Ben Stiller); odabrana neugodna scena (Ben Stiller); odabrani filmski lažov (Ben Stiller); odabrani film: komedija.

## Likovi
Dina Byrnes (Blythe Danner) je supruga Jacka Byrnesa i Pamina, Dannijeva i Debbiena majka. Ona svojom nježnošću i fleksibilnošću unosi ravnotežu u svoju vezu s Jackom. Ona zapravo predstavlja suosjećajni glas razuma svome mužu.
Rosalind "Roz" Focker (Barbra Streisand) je majka Grega Fockera. Ona je seksualni terapeut.
Pamela Martha Byrnes (Teri Polo) je Gregova zaručnica a uz to i nastavnica koja predaje učenicima drugog razreda osnovne škole u Chicagu. Također, treba napomenuti kako ona živi zajedno s Gregom. Prije no što je započela vezu s Gregom, bila je nakratko zaručena za Kevina, s kojim je i nakon toga ostala prijateljica. 
Bernard "Bernie" Focker (Dustin Hoffman) je Gregov otac. On je jedno kraće vrijeme radio kao odvjetnik da bi potom, poslije rođenja svog sina, postao muška kućanica. Bernie sa svojom suprugom Roz živi na "Fockerovom otoku", u Miamiu. Bernie se konstantno tijekom filma hvali kako se zna koristiti brazilskom borilačko-plesnom vještinom po imenu capoeira, no ono što on u filmu izvodiima vrlo male sličnosti s capoeirom. 
Gaylord "Greg" Myron Focker (Ben Stiller) je glavni protagonist filma. On je medicinski tehničar koji zajedno sa svojom zaručnicom Pam, kćerkom umirovljenog CIA-inog agenta, živi u Chicagu. Greg je osoba vrlo sklona upadanju u nevolje i neugodne situacije. U svom djetinjstvu Greg je bio obrezan, nakon čega su njegovi roditelji ostavili odrezanu kožicu s njegovog spolovila sebi za uspomenu. Potom, tijekom svog djetinjstva, on se zaljubio u svoju babysittericu Isabel (s kojom u konačnici i gubi svoju nevinost). Greg je također bio i loš natjecatelj, općenito u svim natjecanjima je ostvarivao ne baš zavidne rezultate, koji su prikazani na "Zidu Gaylordovih", koji je izgradio njegov otac. Njegov otac ga zove Gay ili Gaylord, što predstavlja šalu koja se ponavlja nekoliko puta tijekom filma. Na kraju, treba još napomenuti da je Greg diplomirao na fakultetu Williams, što je također prikazano na "Zidu Gaylordovih". 
Moses je fockerov pas mješanac.
Gospodin Jinx je himalajski mačak Byrnesovih.
Isabel Villalobos (Alanna Ubach) je bivša kućepaziteljica i babysitterica Fockerovih, te trenutna vlasnica catering firme. Ona jeimala kratku vezicu s Gregom, kada je on bio devetnaestogodišnjak a koja je naposljetku dovela do gubitka Gregove nevinosti. Ova veza je navela Jacka da posumnja u to da je Greg otac njenog djeteta.
Jack Byrnes (Robert De Niro) je Pamin otac i Dinin suprug. Iako je umirovljen, on koristi svoje veze iz CIA-e, kako bi pronašao dokaze za koje on vjeruje da će pokazati kako Greg laže.

## Vanjske poveznice
- Službene stranice  Arhivirana inačica izvorne stranice od 11. lipnja 2007. (Wayback Machine)
- Upoznajte Fockerove u internetskoj bazi filmova IMDb-a
- Upoznajte Fockerove na Rotten Tomatoes
- Upoznajte Fockerove na Soundboard.com  Arhivirana inačica izvorne stranice od 29. rujna 2007. (Wayback Machine) s audio isječcima iz filma